# DFB-Pokal 1952-1953
La Coppa di Germania 1952-53 fu la 10ª edizione della competizione. Fu la prima edizione della coppa dopo la fine della Seconda guerra mondiale e fu limitata alla Germania Ovest, dopo che la controparte orientale si era già riattivata anni prima. La finale si giocò l'11 maggio 1953. In finale il Rot-Weiss Essen sconfisse 2-1 l'Alemannia Aachen.

## Primo turno
| Squadra 1            | Risultato   | Squadra 2              |
| -------------------- | ----------- | ---------------------- |
| 16.08.1952           |             |                        |
| Stoccarda            | 0 - 3       | Kickers Offenbach      |
| Hamborn 07           | 4 - 1 (dts) | Göttingen              |
| Rot-Weiss Essen      | 5 - 0       | Jahn Ratisbona         |
| Eintracht Osnabrück  | 1 - 2       | Preussen Dellbrück     |
| Amburgo              | 6 - 1       | Victoria Amburgo       |
| 17.08.1952           |             |                        |
| Waldhof Mannheim     | 2 - 1       | Eintracht Braunschweig |
| Saarbrücken          | 1 - 2       | St. Pauli              |
| Fürth                | 6 - 1       | VfR K'lautern          |
| Concordia Amburgo    | 4 - 3       | Borussia Dortmund      |
| Blau-Weiß Berlin     | 0 - 1       | Eintracht Treviri      |
| Alemannia Aquisgrana | 5 - 2       | TuS Essen-West         |
| Borussia Neunkirchen | 2 - 1       | Schalke 04             |
| Wacker 04 Berlino    | 2 - 6       | Norimberga             |
| VfB Mühlburg         | 5 - 3 (dts) | Preußen Münster        |
| Reutlingen           | 4 - 5 (dts) | Wormatia Worms         |
| Osnabrück            | 2 - 2 (dts) | Phönix Ludwigshafen    |

### Ripetizione
| Squadra 1           | Risultato | Squadra 2 |
| ------------------- | --------- | --------- |
| 15.10.1952          |           |           |
| Phönix Ludwigshafen | 0 - 2     | Osnabrück |

## Ottavi di finale
| Squadra 1          | Risultato   | Squadra 2            |
| ------------------ | ----------- | -------------------- |
| 05.10.1952         |             |                      |
| Waldhof Mannheim   | 5 - 2       | Fürth                |
| Concordia Amburgo  | 4 - 3       | VfB Mühlburg         |
| Preussen Dellbrück | 2 - 3 (dts) | Kickers Offenbach    |
| Wormatia Worms     | 4 - 1       | Eintracht Treviri    |
| Norimberga         | 3 - 3 (dts) | Alemannia Aquisgrana |
| 09.11.1952         |             |                      |
| Hamborn 07         | 1 - 1 (dts) | St. Pauli            |
| 19.11.1952         |             |                      |
| Amburgo            | 2 - 0       | Borussia Neunkirchen |
| Rot-Weiss Essen    | 2 - 0       | Osnabrück            |

### Ripetizioni
| Squadra 1            | Risultato | Squadra 2  |
| -------------------- | --------- | ---------- |
| 09.11.1952           |           |            |
| Alemannia Aquisgrana | 2 - 0     | Norimberga |
| 26.12.1952           |           |            |
| St. Pauli            | 3 - 4     | Hamborn 07 |

## Quarti di finale
| Squadra 1            | Risultato | Squadra 2         |
| -------------------- | --------- | ----------------- |
| 01.02.1953           |           |                   |
| Rot-Weiss Essen      | 6 - 1     | Amburgo           |
| Kickers Offenbach    | 1 - 2     | Wormatia Worms    |
| Waldhof Mannheim     | 2 - 1     | Concordia Amburgo |
| 01.03.1953           |           |                   |
| Alemannia Aquisgrana | 3 - 1     | Hamborn 07        |

## Semifinali
| Squadra 1            | Risultato | Squadra 2        |
| -------------------- | --------- | ---------------- |
| 08.03.1953           |           |                  |
| Rot-Weiss Essen      | 3 - 2     | Waldhof Mannheim |
| Alemannia Aquisgrana | 3 - 1     | Wormatia Worms   |

## Finale
| Squadra 1       | Risultato | Squadra 2            |
| --------------- | --------- | -------------------- |
| 01.05.1953      |           |                      |
| Rot-Weiss Essen | 2 - 1     | Alemannia Aquisgrana |

| Arbitro: | Alois Reinhardt (Stoccarda) |

|                       |           |             |
| Islacker 32’ Rahn 52’ | Marcatori | 56’ Derwall |

| SPORTCLUB ROT-WEISS ESSEN: |   |                       |  |
|                            |   |                       |  |
| GK                         | 1 | Fritz Herkenrath      |  |
| DF                         |   | Willi Göbel           |  |
| DF                         |   | Willi Köchling        |  |
| DF                         |   | Paul Jahnel           |  |
| MF                         |   | Heinz Wewers          |  |
| MF                         |   | Clemens Wientjes      |  |
| MF                         |   | Helmut Rahn           |  |
| MF                         |   | Franz Islacker        |  |
| FW                         |   | August Gottschalk (c) |  |
| FW                         |   | Fritz Abromeit        |  |
| FW                         |   | Bernhard Termath      |  |
| allenatore:                |   |                       |  |
| Karl Hohmann               |   |                       |  |

| AACHENER TUS ALEMANNIA 1900: |   |                    |  |
|                              |   |                    |  |
| GK                           | 1 | Wilfired Heinrichs |  |
| DF                           |   | Herbert Metzeb     |  |
| DF                           |   | Hans Coenen        |  |
| MF                           |   | Michael Pfeiffer   |  |
| DF                           |   | Fred Jansen        |  |
| MF                           |   | Gerd Richter       |  |
| MF                           |   | Robert Hartmann    |  |
| MF                           |   | Rainer Gawell      |  |
| MF                           |   | Günther Schmidt    |  |
| FW                           |   | Jupp Derwall       |  |
| FW                           |   | Josef Schmidt      |  |
| allenatore:                  |   |                    |  |
| Hermann Lindemann            |   |                    |  |

Rot-Weiss Essen
(1º successo)